# Peisidike (Tochter des Lepethymnos)
Peisidike (altgriechisch Πεισιδίκη Peisidíkē) ist in der griechischen Mythologie eine Tochter des Königs Lepethymnos von Methymna auf Lesbos.
Peisidike spielt die Hauptrolle in einer der 36 Erzählungen der Erotika Pathemata (dt. Liebesleiden) des hellenistischen Poeten Parthenios von Nicaea, der dabei aus einem Gedicht über die Gründungsgeschichte von Lesbos schöpft (der nicht namentlich genannte Verfasser des Gedichts war vielleicht Apollonios von Rhodos). Laut dieser Darstellung segelte Achilleus zur Insel Lesbos und verwüstete deren Städte; nur Methymna widersetzte sich ihm erbittert, so dass es nicht so rasch zu erobern war. Die Tochter des Königs dieser Stadt, Peisidike, sah Achilleus von der Mauer aus und verliebte sich in ihn. Durch ihre Amme ließ sie ihm ausrichten, dass sie ihm gegen ein Heiratsgelöbnis ihre Vaterstadt ausliefern werde. Der Umworbene stimmte ihrer Bedingung zu und konnte sich mit ihrer Hilfe des Ortes bemächtigten. Doch anstatt sie nun zur Gemahlin zu nehmen, befahl er seinen Soldaten, sie wegen ihres Verrates zu steinigen.
In einer älteren, u. a. von Hesiod berichteten und in den Scholien zu Homers Ilias (6,35) erhalten gebliebenen Version spielte sich dieselbe Geschichte in einer anderen Stadt ab, nämlich in Monenia. Später wurde der Name dieser Stadt in Pedasos geändert. In leichter Abwandlung von Parthenios’ Schilderung war laut den Homer-Scholien eine Jungfrau von Monenia in Liebe zu dem die Stadt belagernden Achilleus entbrannt und warf diesem einen Apfel zu, in den sie ihre Botschaft geritzt hatte, woraufhin er bis zur Eroberung durchhielt. Nach dem Scholion B (zu Ilias 6,35) zu urteilen, war der ursprüngliche Name dieser Jungfrau nicht Peisidike, sondern Pedasa, und die Sage sollte die Umbenennung der Stadt von Monenia in Pedasos nach dem Namen der Jungfrau erklären. (In den anderen Scholien (A und TL) findet sich keine Spur davon, dass die Jungfrau ursprünglich Pedasa hieß.) Später wurde die Geschichte nach Methymna übertragen, womit eine Namensänderung der weiblichen Protagonistin in Peisidike verbunden war.